# Rheumaptera gothicata
Rheumaptera gothicata är en fjärilsart som beskrevs av Achille Guenée 1858. Rheumaptera gothicata ingår i släktet Rheumaptera och familjen mätare. Inga underarter finns listade.